# Bomarion anormale
Bomarion anormale là một loài bọ cánh cứng trong họ Cerambycidae.